# Nyctemera syrnia
Nyctemera syrnia är en fjärilsart som beskrevs av Swinhoe 1903. Nyctemera syrnia ingår i släktet Nyctemera och familjen björnspinnare. Inga underarter finns listade i Catalogue of Life.